# جهنده‌ماهی‌های الواری
جهنده‌ماهی‌های اَلواری (انگلیسی: Logperch) گروهی از ماهی‌ها در سرده جهنده‌ماهی‌های شکم‌زبر از خانواده سوف‌ماهیان هستند.
جهنده‌ماهی‌های الواری بر بدن خود خطوط راه‌راه عمودی به شکل الوار دارند.

## گونه‌ها
- جهنده‌ماهی جنوبی
- جهنده‌ماهی چساپیک
- جهنده‌ماهی لکه‌دار
- جهنده‌ماهی معمولی
- جهنده‌ماهی تگزاس (بیرد & ژرار، 1853)
- جهنده‌ماهی اوزارک Morris & Page, 1981
- جهنده‌ماهی کناسائوگا
- جهنده‌ماهی سیار Thompson, 1997
- جهنده‌ماهی فلس‌بزرگ Stevenson, 1971
- جهنده‌ماهی روآنوکی
- جهنده‌ماهی خلیج Thompson, 1997